# Jordi Paulina
Jordi Paulina (* 23. September 2004 in Odijk, Gemeinde Bunnik) ist ein niederländischer Fußballspieler, der bei Borussia Dortmund unter Vertrag steht.

## Karriere

### Verein
Paulina spielte für die Jugendmannschaften von VV Jonathan, FC Utrecht und USV Hercules. Im August 2022 debütierte er mit der A-Mannschaft von USV Hercules im KNVB-Pokal bei einem Spiel gegen Ter Leede Sassenheim. Im Winter der Saison 2022/23 wurde er endgültig in die A-Mannschaft von USV Hercules befördert und war in der darauffolgenden Saison 2023/24 Stammspieler und erzielte 10 Treffer in 32 Spielen in der viertklassigen Derde Divisie. Am 21. Dezember 2023 war er in der zweiten Runde des KNVB-Pokals an einem sensationellen 3:2-Sieg gegen den Eredivisie-Klub Ajax Amsterdam beteiligt, bei dem er eine Torvorlage lieferte.
Am 15. Mai 2024 wurde bekannt gegeben, dass Paulina am Ende der Saison zu Borussia Dortmund wechseln würde, wo er einen Vertrag bis 2027 unterschrieb. Für die Saison 2024/25 wurde er der zweiten Mannschaft in der 3. Fußball-Liga zugeteilt, wo er sein Debüt am 3. August 2024 bei einem 3:0-Sieg gegen die SpVgg Unterhaching gab und gleich in der Startelf stand. Sein erstes Tor für die Mannschaft folgte am 4. Oktober 2024 bei einem 2:1-Sieg gegen Dynamo Dresden. Im Laufe der Saison 2024/25 begann Paulina auch in der ersten Mannschaft mitzutrainieren. Sein Debüt für die A-Mannschaft gab Paulina bei einer 0:1-Niederlage im DFB-Pokal gegen den VfL Wolfsburg, bei der Paulina von Trainer Nuri Şahin in der 112. Minute in der Verlängerung eingewechselt wurde.

## Persönliches
Aufgrund seiner Abstammung wäre Paulina auch für die Nationalmannschaft von Curaçao spielberechtigt.